# 松下重綱
松下重綱（日语：／ Matsushita Shigetsuna，1579年—1627年11月9日）是日本安土桃山時代至江戶時代初期的武將、大名。遠江國久野藩第2代藩主、常陸國小張藩藩主、下野國烏山藩藩主、陸奧國二本松藩初代藩主。父親是松下之綱。

## 生平
在天正7年（1579年）出生，家中次男。父親之綱是近江源氏西條氏庶流松下氏的當主，豐臣秀吉在少年時期曾仕於之綱。仕於秀吉，後來屬於豐臣秀次。天正16年（1588年），任官右兵衛尉。慶長3年（1598年），因為父親死去，於是繼承家督並成為遠江國久野藩1萬6千石的領主。
慶長5年（1600年），在關原之戰中加入東軍，並參加本戰，與石田三成軍戰鬥。慶長8年（1603年），因為在沒有得到幕府的允許下，修築石垣，因此被移封至常陸國小張。慶長19年（1614年），在大坂之陣中非常活躍，因為這次功績，在元和2年（1616年），加增至2萬8百石。元和9年（1623年），移封至下野國烏山藩。
寬永4年（1627年），在岳父加藤嘉明加增移封至會津40萬石後，自身亦加增移封至陸奧國二本松藩5萬石，並成為嘉明的與力大名。在同年10月2日死去。享年49歲。繼承人是長男長綱。

## 人物、逸話
- 在小張時期發明的「小張松下流綱火」，現今是日本的重要無形民俗文化財。

## 外部連結
- 武家家伝＿松下氏 （页面存档备份，存于）